# Минск-Арена
Многопрофильный культурно-спортивный комплекс «Минск-Арена» (бел. Шматпрофільны культурна-спартыўны комплекс «Мінск-Арэна») — спортивно-развлекательный комплекс в столице Беларуси — Минске. Состоит из четырёх объектов: многофункциональной спортивно-зрелищной арены (15 000 мест), конькобежного стадиона (3000 мест), велодрома (2000 мест) и открытой многоуровневой автостоянки (1080 машиномест).
С сезона 2009/2010 является домашней площадкой для хоккейного клуба «Динамо», выступающего в Континентальной хоккейной лиге.

## История
«Минск-Арена» была создана по изданному в конце 2005 года указу Президента Беларуси о строительстве многопрофильного спортивного комплекса, работы начались весной 2006 года.
Генеральным проектировщиком комплекса выступал «Белпроект», а генеральным подрядчиком — «Минскпромстрой». Курировал республиканскую стройку по возведению культурно-спортивного комплекса экс-министр спорта и туризма Республики Беларусь и Помощник Президента Николай Ананьев, назначенный Президентом Беларуси Александром Григорьевичем Лукашенко генеральным директором государственного учреждения «Многопрофильный культурно-спортивный комплекс Минск-Арена».
Первым, 30 декабря 2008 года, был введён в эксплуатацию велодром.
На нём в июле 2009 года прошёл чемпионат Европы по трековым велогонкам. 2 декабря 2009 года состоялась первая тренировка на льду конькобежного стадиона.
Первый хоккейный матч на «Минск-Арене» прошёл 26 декабря 2009 года, когда состоялось пробное заполнение трибун зрителями — встречались юношеские команды СДЮШОР «Минск» и хоккейной школы «Юность». Первую шайбу в истории «Минск-Арены» забросил форвард СДЮШОР «Минск» Павел Печур.
Первый официальный матч состоялся 14 января 2010 года — в рамках регулярного чемпионата КХЛ минское «Динамо» принимало магнитогорский «Металлург».
Торжественное открытие «Минск-Арены» состоялось 30 января 2010 года в рамках Матча звёзд Континентальной хоккейной лиги.
На момент открытия была самой большой ареной среди всех команд КХЛ и четвёртая по вместимости среди хоккейных арен Европы (первые три — в Кёльне (18500), Праге (17360) и Берне (17131).
Первым крупнейшим мероприятием стал международный конкурс песни «Детское Евровидение 2010».
В 2011 году во время производства художественного фильма «Легенда № 17» в спортивном комплексе «Минск-Арена» проходили съёмки эпизодов о первом матче Суперсерии 1972 года сборных СССР и Канады.
Продюсер фильма Леонид Верещагин объяснил выбор места съёмок тем обстоятельством, что к тому моменту «Монреаль-Форум», где проходил исторический матч 1972 года, уже не действовал как спортивный объект, а «Минск-Арена» была построена по его чертежам. На самом деле комплекс «Минск-Арена» построен по оригинальному проекту РУП «Институт «Белгоспроект», а архитекторам Куцко В. Б., Будаеву В. А., Шабалину А. А. за создание комплекса «Минск-Арена» присуждена Государственная премия Республики Беларусь 2012 года и присвоено звание лауреата Государственной премии Республики Беларусь указом Президента Республики Беларусь № 401 от 09 сентября 2013 года.
В мае 2014 года «Минск-Арена» стала одной из двух площадок, на которых проводились матчи чемпионата мира по хоккею с шайбой.
В январе 2016 года «Минск-Арена» стала местом проведения киберспортивного турнира Starladder i-League Season 13.
25 ноября 2018 года в «Минск-Арене» прошёл международный конкурс песни «Детское Евровидение 2018».
Во время II Европейских игр с 22 по 30 июня 2019 года «Минск-Арена» принимала соревнования по гимнастическим видам (художественная и спортивная гимнастика, аэробика, акробатика, прыжки на батуте)

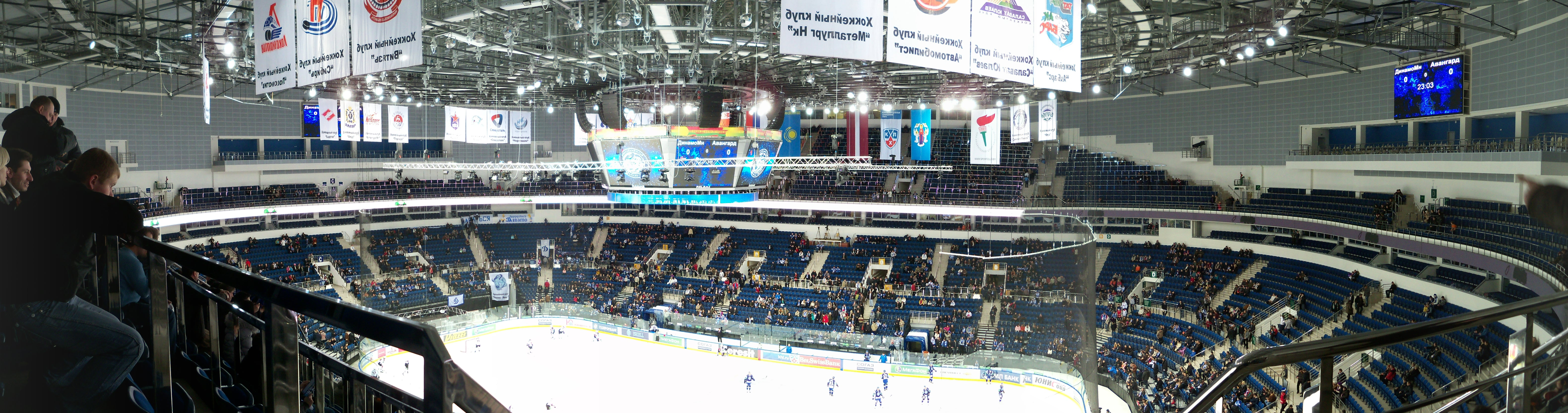
Панорама Минск-Арены

## Конструкция
Здания стадиона, велодрома и конькобежного стадиона имеют монолитный железобетонный каркас с плоскими сплошными монолитными перекрытиями, впервые в стране при строительстве использовано двухпоясное вантовое покрытие. Диаметр здания стадиона по внешнему кольцу в осях колонн составляет 128 м, зрелищного зала — 116м. Здания велодрома и конькобежного стадиона покрыты конструкцией из металлических арок с затяжкой из сварного профиля для восприятия распора.

## Инфраструктура
В многофункциональной спортивно-зрелищной арене на 1 этаже размещается ресторан «Спарт» на 70 посадочных мест, на 6 этаже размещаются рестораны на 112 и 132 места с видом на арену, а также на каждом этаже, предназначенном для приёма зрителей, расположены буфеты. На 1 этаже конькобежного стадиона размещается кафе «Айсберг». На 1 этаже велодрома размещается кафе «Вираж». В состав комплекса входит открытая многоуровневая автостоянка на 1080 машиномест и плоскостная автостоянка на 300 машиномест.

## Галерея
|                               |                                   |                                             |
| Матч Единой лиги ВТБ на арене | Финал Континентального кубка 2011 | Матч Starladder i-League Season 13 на арене |

## Рекорды катка
Каток открыт 30 декабря 2009 года, имеет вместимость 3000 человек и расположен на высоте 209 метров над уровнем моря.

| Мужчины                 | Мужчины                                              | Мужчины  | Мужчины       | Мужчины |
| Дистанция               | Конькобежец                                          | Время    | Дата          |         |
| ----------------------- | ---------------------------------------------------- | -------- | ------------- | ------- |
| 500 м                   | Ян Смекенс                                           | 34,83    | 18.03.2018    |         |
| 1000 м                  | Томас Крол                                           | 1.09,00  | 16.11.2019    |         |
| 1500 м                  | Денис Юсков                                          | 1.45,18  | 10.01.2016    |         |
| 3000 м                  | Патрик Руст                                          | 3.47,44  | 13.12.2014    |         |
| 5000 м                  | Патрик Руст                                          | 6.16,61  | 15.11.2019    |         |
| 10 000 м                | Свен Крамер                                          | 13.11,98 | 10.01.2016    |         |
| Классическое многоборье | Свен Крамер                                          | 150,102  | 09-10.01.2016 |         |
| Командная гонка         | Ховард Бёкко Симен Нильсен Сверре Лунде Педерсен     | 3.43,88  | 17.03.2018    |         |
| Командный спринт        | Ховар Лорентсен Хенрик Фагерли Рукке Бьорн Магнуссен | 1.20,89  | 18.03.2018    |         |

| Женщины                 | Женщины                                              | Женщины | Женщины       | Женщины |
| Дистанция               | Конькобежка                                          | Время   | Дата          |         |
| ----------------------- | ---------------------------------------------------- | ------- | ------------- | ------- |
| 500 м                   | Ольга Фаткулина                                      | 37,92   | 16.11.2019    |         |
| 1000 м                  | Бриттани Боу                                         | 1.15,35 | 17.11.2019    |         |
| 1500 м                  | Михо Такаги                                          | 1.56,36 | 18.03.2018    |         |
| 3000 м                  | Мартина Сабликова                                    | 4.03,79 | 09.01.2016    |         |
| 5000 м                  | Мартина Сабликова                                    | 6.58,44 | 10.01.2016    |         |
| Классическое многоборье | Мартина Сабликова                                    | 161,455 | 09-10.01.2016 |         |
| Командная гонка         | Михо Такаги Аяка Кикути Аяно Сато                    | 3.00,18 | 17.03.2018    |         |
| Командный спринт        | Елизавета Казелина Ангелина Голикова Ольга Фаткулина | 1.28,24 | 18.03.2018    |         |